# 脱硫
脱硫是指从材料中除去硫元素的化学过程，包括从化合物中除去硫原子和从混合物中除去含硫物质。
常用的脱硫手段有加氢脱硫、斯诺克斯过程、石灰石-石膏法、煙氣脫硫等。